# 遵守
| ウィキペディアには「遵守」という見出しの百科事典記事はありません（タイトルに「遵守」を含むページの一覧/「遵守」で始まるページの一覧）。 代わりにウィクショナリーのページ「遵守」が役に立つかもしれません。 |